# 外山町 (岡崎市)
外山町（そとやまちょう）は愛知県岡崎市額田地区の町名。丁番を持たない単独町名であり、16の小字が設置されている。

## 地理
岡崎市東部に位置する。住宅地は道路沿線に形成され、その他は森林・農地として利用されている。町域内に小字が置かれるが丁番は持たない。

### 字
| - 字大久保（おおくぼ） - 字大サウタ（おおさうた） - 字大上（おおじょう） - 字上ソンデ（かみそんで） - 字神ノ木（かみのき） - 字クイゼ（くいぜ） - 字クロカタ（くろかた） | - 字シハダ（しはだ） - 字シモ（しも） - 字下ソンデ（しもそんで） - 字下ヂンデ（しもぢんで） - 字セウフダ（せうふだ） - 字ヂンデ（ぢんで） | - 字西カイト（にしかいと） - 字林越（はやしこし） - 字日影（ひかげ） - 字日向（ひむき） - 字モリヤ（もりや） - 字論出（ろんで） |

## 世帯数と人口
2019年（令和元年）5月1日現在の世帯数と人口は以下の通りである。
| 町丁   | 世帯数 | 人口 |
| ------ | ------ | ---- |
| 外山町 | 27世帯 | 63人 |

### 人口の変遷
国勢調査による人口の推移
| 2010年（平成22年） | 72人 | [ 6 ] |  |
| 2015年（平成27年） | 68人 | [ 7 ] |  |

## 小・中学校の学区
市立小・中学校に通う場合、学区は以下の通りとなる。
| 番・番地等 | 小学校             | 中学校             |
| ---------- | ------------------ | ------------------ |
| 全域       | 岡崎市立下山小学校 | 岡崎市立額田中学校 |

## 歴史
額田郡外山村を前身とする。

### 沿革
- 2006年（平成18年）1月1日 - 岡崎市へ編入し、同市外山町となる[1]。

## 交通
- 愛知県道331号一色小久田線
- 愛知県道477号東大見岡崎線（大沼街道）

## 施設
- 外山公民館

## その他

### 日本郵便
- 郵便番号 : 444-3448[4]（集配局：額田郵便局[9]）。

## 参考資料
- 「角川日本地名大辞典」編纂委員会 編『角川日本地名大辞典 23 愛知県』角川書店、1989年3月8日。ISBN 4-04-001230-5。
- 有限会社平凡社地方資料センター 編『日本歴史地名体系第23巻 愛知県の地名』平凡社、1981年。ISBN 4-582-49023-9。